# نفر إر كا رع
نفر إر كا رع، (بالإنجليزية: Neferirkare)‏، هو فرعون من فراعنة الأسرة المصرية الثامنة، خلال الفترة الانتقالية الأولى (2181–2055 ق.م.) في مصر القديمة. ولكن فترة حكمه في أواخر الأسرة المصرية الثامنة في تورين (2160 ق.م). ويحمل الرقم 56 في قائمة أبيدوس للملوك كآخر ملك من ملوك هذه الأسرة. محتمل أنه حكم لفترة قصيرة تبلغ سنة ونصف وذلك طبقا لما جاء في قائمة تورين.

## مقالات ذات صلة
- الأسرة المصرية الثامنة
- قدماء المصريين
- قائمة الفراعنة